# Cercopithecus kandti
El mono dorado (Cercopithecus kandti) es una especie de primate catarrino (monos del Viejo Mundo) que se encuentra en las Montañas Virunga de África central, incluyendo cuatro parques nacionales: Mgahinga, en el sudoeste de  Uganda; Volcanoes, en el noroeste de Ruanda; y Virunga y Kahuzi-Biéga, en el este de la República Democrática del Congo. Se limita a los bosques de las tierras altas, especialmente cerca del bambú.
Esta especie se creía que era una subespecie del mono azul (Cercopithecus mitis), y los dos son, en general, similares, pero el mono dorado tiene un parche de color naranja-dorado en los flancos superiores y en la espalda. El mono dorado habita en una pequeña zona que se superpone al territorio de un grupo de gorilas de montaña. Vive en grupos sociales de hasta 30 individuos. Su dieta consiste principalmente de hojas y frutos, aunque también se cree que se alimentan de insectos.
Debido a la paulatina destrucción de su hábitat y a las recientes guerras en su limitado hábitat, el mono dorado está en peligro de extinción en la Lista Roja de la UICN.